# Grażyna Miller
Grażyna Miller (Jedwabne, 29 gennaio 1957 – 17 agosto 2009) è stata una scrittrice e poetessa polacca. È nota per la traduzione in italiano del Trittico romano di papa Giovanni Paolo II. Dal 1983 ha vissuto in Italia, dove ha svolto attività giornalistica e letteraria.

## Biografia
Grażyna Miller è nata in Polonia. Dopo gli studi umanistici ha insegnato per alcuni anni letteratura polacca nel suo paese. Ha vissuto a lungo in Italia, dove ha svolto attività saggistica e letteraria, partecipando anche ad incontri e dibattiti. Animatrice dell'Istituto Culturale Siculo-Polacco, durante la sua permanenza in Sicilia, si è distinta per un ciclo di conferenze sulla realtà culturale della sua terra.
Studiosa di autori italiani contemporanei, si è dedicata alla traduzione di alcune opere.
Ha tradotto dal polacco in italiano Trittico Romano, poema di Giovanni Paolo II, pubblicato dalla Libreria Editrice Vaticana nel 2003.
Con la raccolta di liriche Curriculum (Ed. Lalli, Poggibonsi, 1988) si è proposta al pubblico italiano. Ha devoluto in beneficenza parte del ricavato della vendita dei libri.
La silloge poetica dal titolo Sull'onda del respiro (Edizioni dell'Oleandro, Roma, 2000) ha ottenuto consensi di critica e di lettori. Alla presentazione ufficiale a Roma, nella Sala dei Certosini della Basilica di Santa Maria degli Angeli, e successivamente nella sede del Centro Culturale Trinacria, erano presenti del mondo oltre che letterario e culturale, anche politico e artistico (Grażyna Miller è anche pittrice).
Il libro di poesie Alibi di una farfalla (Ila Palma, Palermo, 2002) contiene alcune traduzioni delle poesie di Giovanni Paolo II; richiesto dalla Libreria Editrice Vaticana è stato accolto nel loro Archivio.
Tra gli altri riconoscimenti ottenuti in Italia: il Premio per la Cultura 2002 assegnato dalla Presidenza del Consiglio dei ministri; il Premio Internazionale "Luigi Vanvitelli 2001", nella Reggia di Caserta, per la sua attività poetica (il premio è stato assegnato in quell'occasione anche all'illustre Maestro Luciano Berio per la musica); il Primo Premio Nazionale di Poesia Religiosa; il Primo Premio Forum Interart per artisti, poeti e narratori; il Primo Premio "Fiore di Roccia" per la poesia d'amore; in Sicilia - il Premio Internazionale Marineo; in Sardegna - "Premio Alghero Donna", sezione Premio Speciale della Giuria;
Il Premio Internazionale "I migliori dell'anno 2001", all'Università Jaghellonica di Cracovia in Polonia è un ulteriore, prestigioso riconoscimento stavolta attribuitole nel suo paese.
In Spagna - il Premio Internazionale Cartagena per la sua attività poetica.
Di lei si sono interessate la stampa italiana ed estera(un giornale italo-americano, in USA, le ha dedicato una rubrica di poesia), la radio e la televisione italiana RAI e locali come Antenna Sicilia, oltre a Telepace con interviste dal vivo e la Radio Vaticana che ha mandato in onda lunghe interviste sia nel programma italiano sia in quello polacco, con la lettura di sue liriche.
Apprezzata la partecipazione di Grażyna Miller all'International Poetry Contest "Una poesia per la pace", dove dà testimonianza del suo impegno umano e civile come poetessa.

## Opere
- Curriculum, (1988)
- Sull'onda del respiro, (2000)
- Alibi di una farfalla, (2002)

## Traduzioni
- Trittico romano. Meditazioni (2003)

## Riconoscimenti
in Italia
- il Premio della Cultura anno 2002 della Presidenza del Consiglio dei ministri,
- Premio Alghero Donna 2004, sezione "Premio Speciale della Giuria", ad Alghero
- Premio Luigi Vanvitelli 2001, nella Reggia di Caserta
- ex aequo Primo Premio Città di Marineo 2002,
- Premio nazionale di poesia religiosa,
- Premio Fiore di Roccia per la poesia d'amore,
- Premio Forum Interart,

in Polonia
- Premio internazionale I migliori dell'anno 2001 all'Università Jaghellonica di Cracovia e Medaglia d'oro,

in Spagna
- Premio internazionale "Cartago" ("Cartagine 2003") a Cartagena

## Collaborazioni giornalistiche. Articoli, interviste e critiche letterarie
- Scena illustrata - Mensile di opinione, politica di costume, attualità, cultura, turismo, arte, moda.
- Il Corriere di Roma - Quindicinale dell'Associazione Culturale "Brutium"
- Il Giornale dei Poeti - Mensile europeo di letteratura e attualità artistico-culturale
- Apollinea - Rivista bimestrale di arte, cultura, ambiente, turismo, attualità del territorio del Parco Nazionale del Pollino - Edizioni "Il coscile"